# Восточна сільська рада (Частоозерський район)
Восто́чна сільська рада (рос. Восточный сельский совет) — сільське поселення у складі Частоозерського району Курганської області Росії.
Адміністративний центр — село Восточне.
Населення сільського поселення становить 522 особи (2017; 631 у 2010, 888 у 2002).

## Склад
До складу сільського поселення входять:
| Населений пункт    | Населення, осіб (2002) | Населення, осіб (2010) |
| ------------------ | ---------------------- | ---------------------- |
| Волче, присілок    | 176                    | 122                    |
| Восточне, село     | 579                    | 439                    |
| Окуневка, присілок | 133                    | 70                     |